# Цветок дьявола
«Цветок дьявола» — российский фильм режиссёра Екатерины Гроховской, вышедший на экраны 16 сентября 2010 года. Фильм провалился в прокате и получил низкие рейтинги.
Основные съёмки проводились в Москве, а финальные сцены были сняты в средневековом замке в Польше.

## Сюжет
Главную героиню картины Полину преследуют странные сны, в которых ей предлагается пройти сквозь живой цветок на дверях старинного замка. Пытаясь разобраться, что это значит, Полина обращается к знакомой гадалке Насте. Посетив вместе архив местной библиотеки, они крадут там старинную книгу, где содержится описание сюжета, который Полина видит во снах. При этом некоторые страницы книги изначально пустые с проявляющимися на них сценами из снов и жизни Полины по мере совершения событий. Вторым действующим лицом сновидений Полины является чёрный всадник, манящий её пройти вслед за ним сквозь цветок, а затем привидевшийся ей наяву в лесу. 
В то же время Полина знакомится с инженером Сашей и рассказывает ему о беспокоящих снах. Их отношения развиваются и, когда у них происходит размолвка, Полина, блуждая по городу, встречает мужчину, являвшегося чёрным всадником ей во снах. Она садится к нему в машину и едет с ним в тот самый замок. На месте мужчина даёт ей переодеться в белое платье и кладёт её на алтарь, намереваясь принести в жертву.
Саша, которого просит о помощи гадалка Настя, успевает заметить, как Полина уезжает с незнакомцем, и на такси следует за ними. Пробравшись в замок, Саша борется с мужчиной в чёрном, и в результате ему удаётся сперва проткнуть глаз незнакомца, а затем и сбросить противника с высоты на колья. Как только сердце чёрного всадника пронзают колья, Полина приходит в себя и срывается вниз вслед за упавшим, но Саше удаётся в последний миг перехватить её и втянуть обратно.

## В ролях
- Ольга Хохлова — Полина
- Сергей Крапивенцев — Саша
- Ирина Купченко — мать Полины
- Наталья Наумова — Настя
- Олег Сукаченко — чёрный всадник
- Наталья Рудова — девушка с вечеринки
- Анна Емельянова — девушка с вечеринки
- Марина Голуб
- Андрей Харитонов
- Роман Пахомов

## Съёмочная группа
- Екатерина Гроховская — режиссёр и сценарист
- Владимир Поляков, Игорь Задорин, Дмитрий Рыбин, Александр Ревва — продюсеры
- Андрей Макаров, Сергей Дышук — операторы
- Евгений Гальперин — композитор

## Прокат
Сборы фильма в России при бюджете в $5 000 000 составили всего $1 701 389, что стало провалом картины, из-за этого выпуск на DVD был отменён. 

## Критика
Фильм получил резко отрицательные отзывы критиков . О нём писали: «Фильм получился настолько глупым, чудовищным и безвкусным, что представляет собой очень смешную эстетскую комедию».
Фильм номинировался на премию «Жорж» 2011 года в номинации «Говно года».